# Heini Halberstam
Pour les articles homonymes, voir Halberstam.
Heini Halberstam, né le 11 septembre 1926 à Most (Tchécoslovaquie) et mort le 25 janvier 2014 à Champaign (États-Unis), est un mathématicien britannique qui travaillait dans le domaine de la théorie analytique des nombres. Il est l'un des deux mathématiciens qui ont donné leur nom à la conjecture d'Elliott-Halberstam.

## Biographie
Halberstam est né à Most, en Tchécoslovaquie. Son père est mort quand il était très jeune. Après l'annexion par Adolf Hitler des Sudètes, Halberstam et sa mère déménagent à Prague. À l'âge de douze ans, alors que l'occupation des Nazis progresse, il a été l'un des 669 enfants juifs sauvés par Nicholas Winton, qui a organisé le Kindertransport, un train qui permet à ces enfants de quitter le territoire occupé par les Nazis. Il a été envoyé en Angleterre, où il a vécu pendant la Seconde Guerre mondiale.
Il a obtenu son doctorat en 1952 à l'University College de Londres, sous la supervision de Theodor Estermann. De 1962 à 1964, Halberstam a été le professeur de mathématiques d'Erasmus Smith au Trinity College de Dublin. De 1964 à 1980, Halberstam a été professeur de mathématiques à l'université de Nottingham. En 1980, il a accepté un poste à l'université de l'Illinois à Urbana-Champaign (UIUC) et il est devenu professeur émérite à l'UIUC en 1996. En 2012, il est devenu membre de l'American Mathematical Society.
Heini Halberstam est mort à Champaign, dans l'Illinois, aux États-Unis le 25 janvier 2014.
Il est également connu pour les livres écrits avec Klaus Roth sur la théorie des nombres et avec Hans-Egon Richert sur les cribles,.